# Казимир Антон фон Зикинген
Казимир Антон Хайнрих фон Зикинген-Хоенбург (на немски: Kasimir Anton Heinrich von Sickingen zu Hohenburg; * 14 юни 1684, Ебнет, днес част от Фрайбург; † 29 август или 30 август 1750) от стария благороднически род фон Зикинген и имперски фрайхер на Хоенбург, е княжески епископ на Констанц (1743 – 1750).

## Живот
Той е най-малкият син на фрайхер Франц Фердинанд фон Зикинген-Хоенбург (1638 – 1687) и съпругата му фрайин Мария Франциска Кемерер фон Вормс-Далберг (1648 – 1697), дъщеря на Волфганг Хартман Кемерер фон Вормс-Далберг († 1654) и Мария Ехтер фон Меспелбрун (1621 – 1663). Внук е на фрайхер Франц Фридрих фон Зикинген-Хоенбург (1606 – 1659) и Мария Естер фон Ощайн († 1690). Той има 11 братя и сестри.
Казимир Антон и братята му фрайхер Фердинанд Хартман (1673 – 1743), духовниците Фридрих Йохан Георг (1668 – 1719) и Франц Петер (1669 – 1736) даряват на катедралата на Вюрцбург една бронзова епитафия.
Казимир Антон е през 1699 г. домхер в Майнц, домхер в Констанц. Той следва светско и каноническо право във Фрайбург (бакалавър 1700 г.), в Сиена и Рим. На 4 ноември 1743 г. е избран за княжески епископ на Констанц. На 3 февруари 1744 г. е помазан за епископ, на 8 март 1744 г. за свещеник и на 30 август 1744 г. започва службата си като епископ. Той избира за своя резиденция Новия дворец в Мерсбург.
Умира на 66 години на 29 или 30 август 1750 г. и е погребан в катедралата на Мюнстер, където е и неговият епитаф. По негово желание сърцето му е погребано в църквата „Св. Хилариус“ в родния му Ебнет/Фрайбург.